# Conrad Veidt
Hans Walter Conrad Veidt (/hans valtr konrat fajt/; 22. ledna 1893 Berlín – 3. dubna 1943 Hollywood) byl německý herec. Vystupoval například ve filmech Anders als die Andern (1919), Kabinet doktora Caligariho (1920) a Muž, který se směje (1928). Po úspěšné kariéře v německých němých filmech, kde byl jednou z nejlépe placených hvězd UFA, byl v roce 1933 po nástupu nacistů k moci spolu se svou židovskou třetí manželkou Ilonou Pragerovou nucen opustit Německo. Pár se usadil v Británii, kde Veidt v roce 1939 získal britské občanství. Objevil se v mnoha britských filmech, včetně Zloděje z Bagdádu (1940), poté emigroval do Spojených států, kde vytvořil roli majora Strassera ve filmu Casablanka (1942). Trpěl srdeční nemocí, kterou zdědil po matce a zřejmě zhoršil tím, že byl náruživý kuřák, takže zemřel ve věku padesát let na srdeční selhání.